# Włada Czigiriowa
Włada Aleksandrowna Czigiriowa (ros. Влада Александровна Чигирёва; ur. 18 grudnia 1994 w Rostowie nad Donem) – rosyjska pływaczka synchroniczna, dwukrotna mistrzyni olimpijska (Rio de Janeiro, Tokio), jedenastokrotna mistrzyni świata.

## Kariera
W 2016 startowała na letnich igrzyskach olimpijskich w Rio de Janeiro. Na nich wywalczyła złoty medal olimpijski w konkurencji pływackiej drużyn, dzięki rezultatowi 196,1439 pkt. W 2021 uczestniczyła w letnich igrzyskach olimpijskich w Tokio, startując ponownie w rywalizacji drużyn. W tej konkurencji zdobyła kolejny złoty medal olimpijski, dzięki rezultatowi 196,0979 pkt.
Począwszy od 2013 roku, czterokrotnie startowała w mistrzostwach świata. Medale udało się jej wywalczyć na każdej z takich imprez sportowych – w Barcelonie (3 złote), Kazaniu (3 złote), Budapeszcie (2 złote) i Gwangju (3 złote).

## Odznaczenia i wyróżnienia
W 2016 została odznaczona Orderem Przyjaźni za zdobyty złoty medal na igrzyskach w Rio de Janeiro, natomiast trzy lata później została odznaczona tytułem Zasłużonego Mistrza Sportu w Rosji.